# Cousance
Cousance est une commune française située dans le département du Jura, la région culturelle et historique de Franche-Comté et la région administrative Bourgogne-Franche-Comté.
Elle est l'une des 33 communes qui composent le canton de Saint-Amour et fait partie de la Communauté de communes Porte du Jura depuis le 1er janvier 2017.

## Géographie

### Situation
La commune de Cousance est située à l’extrême sud-ouest du département du Jura, à moins de 50 km de la frontière franco-suisse, sur les premières pentes du massif jurassien — au seuil de la Petite Montagne — là où les contreforts du Revermont rencontrent la plaine de la Bresse. Son territoire d’environ 6,4 km² s’étage jusqu’à 330 m d’altitude.
La partie orientale de la commune, qui regroupe le bourg et l’essentiel de l’agglomération, occupe ces premières pentes, au pied du premier plateau jurassien. Vers l’ouest, le relief s’adoucit rapidement : le finage déborde alors sur la plaine de la Bresse, offrant de larges espaces agricoles. La commune est traversée d’est en ouest par la Gizia, affluent du Solnan.
Les grandes villes de plus de 100 000 habitants les plus proches sont Genève, deuxième ville la plus peuplée de Suisse, située à 60 km à vol d'oiseau vers le sud-est, Dijon (préfecture de Côte-d’Or) et Besançon (préfecture du Doubs) situées à 92 km au nord, et Lyon, troisième ville de France, distante de 93 km au sud. Paris, la capitale, se trouve à 350 km au nord-ouest.
Cousance est à 20 km au sud de Lons-le-Saunier, préfecture du département du Jura, et à 35 km au nord de Bourg-en-Bresse, préfecture de l’Ain.

### Communes limitrophes
Le territoire communal est limitrophe de quatre autres communes : Cuisia, Gizia, Digna et Le Miroir (Saône-et-Loire).

### Lieux-dits et écarts
Bian, Boisdel Jacquereau, les Bretellières, le Buchet, Château de Mussy, les Commercières, en Dartois, Fléria, le Griffet, Grusillonne, la Mare, Moulin Darbonnière, Pré Devant, les Rafours, les Relasses, Rongeon, Tourgousou.

### Climat
Pour des articles plus généraux, voir Climat de la Bourgogne-Franche-Comté et Climat du département du Jura.
En 2010, le climat de la commune est de type climat des marges montargnardes, selon une étude du Centre national de la recherche scientifique s'appuyant sur une série de données couvrant la période 1971-2000. En 2020, Météo-France publie une typologie des climats de la France métropolitaine dans laquelle la commune est exposée à un climat semi-continental et est dans la région climatique  Bourgogne, vallée de la Saône, caractérisée par un bon ensoleillement (1 900 h/an), un été chaud (18,5 °C), un air sec au printemps et en été et des vents faibles.
Pour la période 1971-2000, la température annuelle moyenne est de 11,2 °C, avec une amplitude thermique annuelle de 17,4 °C. Le cumul annuel moyen de précipitations est de 1 182 mm, avec 12,6 jours de précipitations en janvier et 8,4 jours en juillet. Pour la période 1991-2020, la température moyenne annuelle observée sur la station météorologique de Météo-France la plus proche, « Pimorin », sur la commune de Pimorin à 9 km à vol d'oiseau, est de 10,0 °C et le cumul annuel moyen de précipitations est de 1 517,6 mm. 
La température maximale relevée sur cette station est de 39 °C, atteinte le 12 août 2003 ; la température minimale est de −26,5 °C, atteinte le 20 décembre 2009,,.
Les paramètres climatiques de la commune ont été estimés pour le milieu du siècle (2041-2070) selon différents scénarios d'émission de gaz à effet de serre à partir des nouvelles projections climatiques de référence DRIAS-2020. Ils sont consultables sur un site dédié publié par Météo-France en novembre 2022.

## Urbanisme

### Typologie
Cousance est une commune rurale, car elle fait partie des communes peu ou très peu denses, au sens de la grille communale de densité de l'Insee,,,.
Par ailleurs la commune fait partie de l'aire d'attraction de Lons-le-Saunier, dont elle est une commune de la couronne. Cette aire, qui regroupe 139 communes, est catégorisée dans les aires de 50 000 à moins de 200 000 habitants,.

### Occupation des sols
L'occupation des sols de la commune, telle qu'elle ressort de la base de données européenne d’occupation biophysique des sols Corine Land Cover (CLC), est marquée par l'importance des territoires agricoles (65 % en 2018), en diminution par rapport à 1990 (66,5 %). La répartition détaillée en 2018 est la suivante : 
prairies (26 %), terres arables (19,6 %), zones agricoles hétérogènes (19,4 %), zones urbanisées (18,2 %), forêts (16,8 %). L'évolution de l’occupation des sols de la commune et de ses infrastructures peut être observée sur les différentes représentations cartographiques du territoire : la carte de Cassini (XVIIIe siècle), la carte d'état-major (1820-1866) et les cartes ou photos aériennes de l'IGN pour la période actuelle (1950 à aujourd'hui).

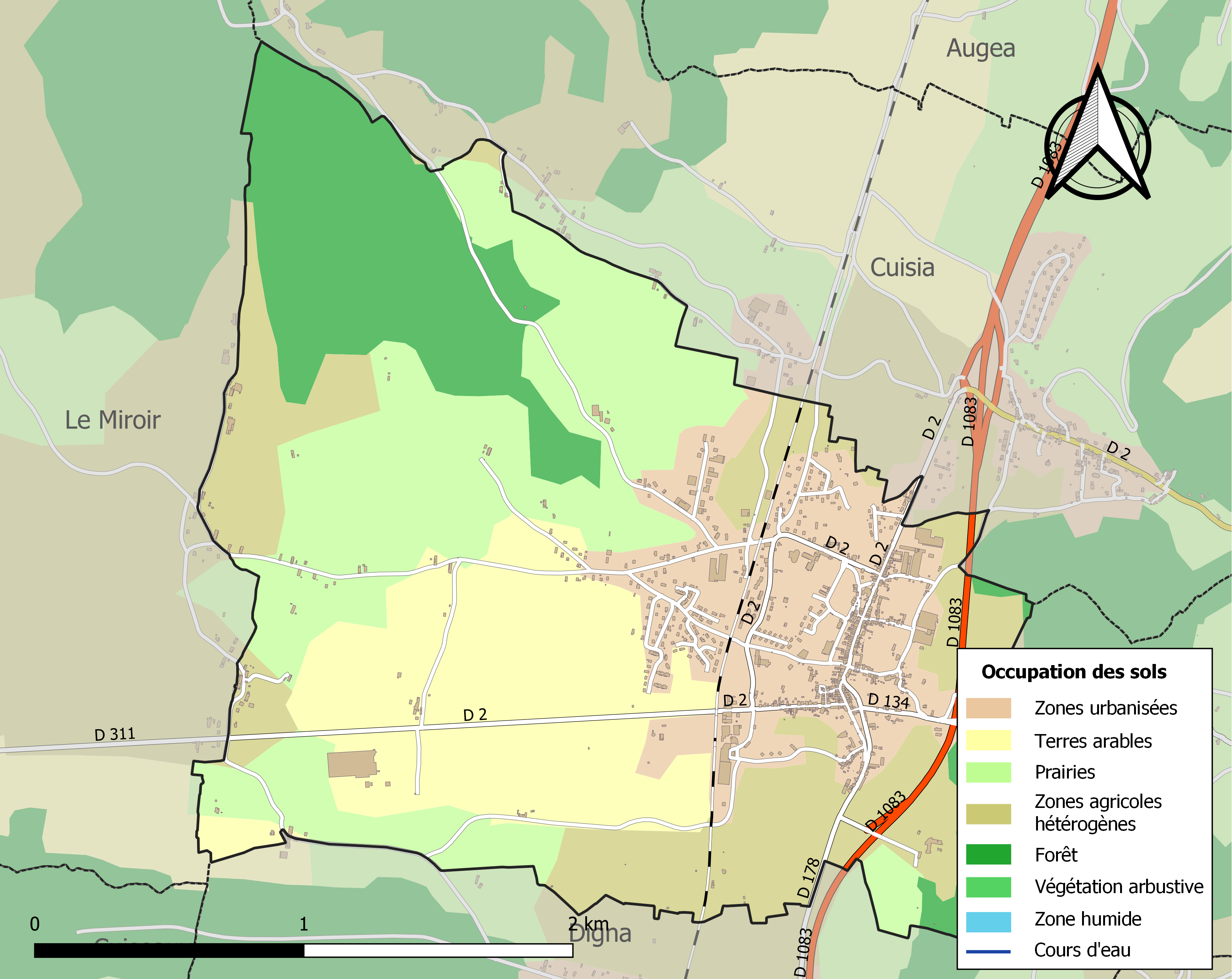
Carte des infrastructures et de l'occupation des sols de la commune en 2018 (CLC).

### Transports et voies de communication
Le principal axe routier qui traverse la commune est la route départementale 1083, ancienne route nationale déclassée en 1972 qui permet de relier Lons-le-Saunier au nord et Saint-Amour et Bourg-en-Bresse au sud. Cette route passait autrefois en plein cœur de la ville jusqu'à l'inauguration d'une déviation. Les échangeurs autoroutiers les plus proches sont : la sortie n°9 Le Miroir de l'A39 dite l'autoroute verte (Dijon—Bourg-en-Bresse) qui se trouve à 6 km et 8 minutes de route à l'ouest ; et d'autre part l'échangeur entre l'A39 et l'A40, reliant Mâcon à Passy (Haute-Savoie) en passant par Genève ( Suisse), situé à 40 km et 30 minutes de route au sud.
La commune possède une gare SNCF qui a le statut de halte ferroviaire, desservie par des trains TER Bourgogne-Franche-Comté et TER Auvergne-Rhône-Alpes sur la ligne Besançon-Viotte—Lyon-Part-Dieu. Cette gare ne possède ni de guichet, ni de distributeur de billets : le point de vente le plus proche est Lons-le-Saunier.
Des autocars du réseau interurbain de la Bourgogne-Franche-Comté Mobigo font une halte à Cousance sur la ligne LR303 Lons-le-Saunier—Bourg-en-Bresse.
À 80 km de Cousance par la route, l'aéroport de Dole propose en 2024 des liaisons aériennes régulières vers Londres, Marrakech, Fès, Porto et Bastia. Les aéroports internationaux les plus proches sont l'aéroport de Lyon-Saint-Exupéry (113 km) et l'aéroport de Genève (120 km) par l'itinéraire routier le plus rapide.

## Histoire

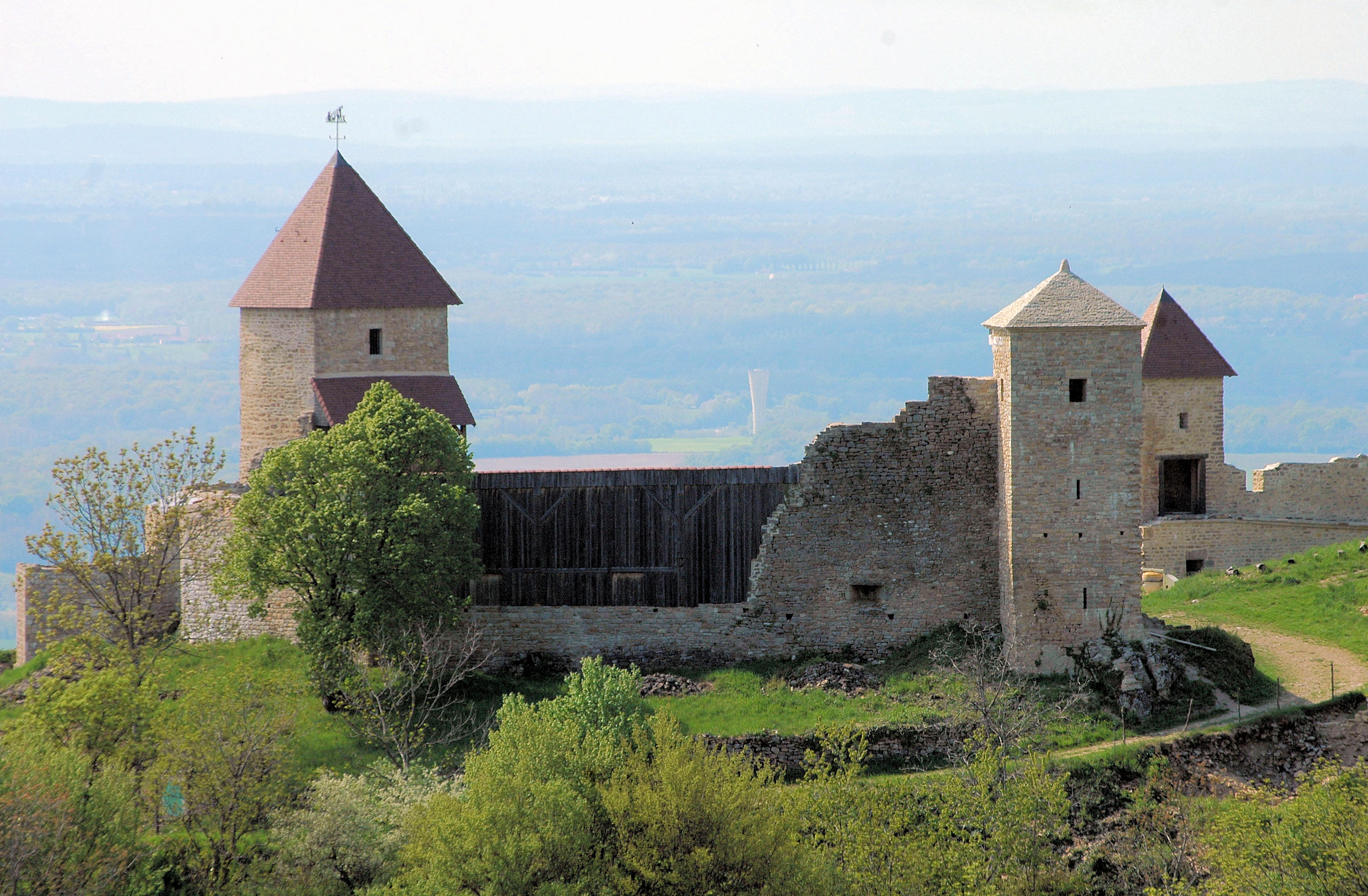
Château médiéval de Chevreaux

Les premières mentions de Cousance apparaissent dès le XIIe siècle : un manuscrit cite alors l’existence d’un moulin, tandis que l’église, édifiée à la même époque, conserve encore quelques éléments de son architecture gothique primitive.
Durant tout le Moyen Âge, Cousance est le chef-lieu de la baronnie de Chevreaux. Les habitants, tenanciers mainmortables, vivent sous la dépendance directe des seigneurs dont le château domine toujours le bourg ; la justice se rend alors sous les anciennes halles de la place. Malgré cette sujétion, le village devient progressivement le principal centre économique de la baronnie grâce à ses marchés et à ses foires.
Après le rattachement de la Franche-Comté au royaume de France (1678), le bourg profite de la sécurisation des « grands chemins », qui facilitent désormais les liaisons avec la montagne jurassienne vers la Suisse ainsi qu’avec la proche Bourgogne. La route royale Lyon–Strasbourg traverse la commune, stimulée par la construction d’un premier pont sur la Gizia. À la fin du XVIIIe siècle, Cousance s’anime : cabarets, auberges et boutiques prospèrent le long de cet axe.
Le XIXe siècle laisse l’empreinte la plus visible dans le village : fontaines publiques, halle aux grains, nouvelles halles de la place du Marché, hospice de Bian, école communale, bureau de poste, puis gare ferroviaire où le train marque trois arrêts quotidiens en 1869, ouvrant Cousance vers Lyon et Paris. Sur la Gizia, six moulins jalonnaient autrefois le cours d’eau ; deux subsistent aujourd’hui, témoins vivants de l’histoire de la commune.

## Politique et administration

### Découpage territorial
Sur le plan administratif, la commune est rattachée à l'arrondissement de Lons-le-Saunier, au département du Jura et à la région Bourgogne-Franche-Comté.
Sur le plan électoral, la commune dépend du canton de Saint-Amour fusionné avec le canton de Beaufort lors du redécoupage cantonal de 2014 pour l'élection des conseillers départementaux et de la première circonscription du Jura pour les élections législatives.
La commune est membre de la communauté de communes Porte du Jura, un établissement public de coopération intercommunale (EPCI) à fiscalité propre créé en 2020, dont le siège est basé à Beaufort-Orbagna.

### Tendances politiques et résultats

#### Élections présidentielles
La commune de Cousance place en tête à l’issue du premier tour de l’élection présidentielle française de 2022, Marine Le Pen (Rassemblement national) avec 35,02 % des suffrages, ainsi que lors du second tour avec 59,54 %, face à Emmanuel Macron (Renaissance).

#### Élections départementales
La commune de Cousance faisant partie du Canton de Saint-Amour place le binôme de Christian Buchot et Marie-Laure Perrin (DVD), en tête, dès le 1er tour des Élections départementales de 2021 dans le Jura, avec 66,12 % des suffrages. Lors du second tour, les habitants décideront de placer de nouveau ce binôme en tête, avec cette fois-ci, près de 67,23 % des suffrages. Devant l'autre binôme menée par Sylvie-Elisabeth Brignone et Philippe Chavanne (DVG) qui obtient 32,77 %. Il est important de souligner une abstention record lors de ces élections qui n'ont pas épargné la commune de Cousance avec lors du premier tour 77,42 % d'abstention et au second, 71,84 %.

### Liste des maires
| Période        | Période       | Identité           | Étiquette | Qualité                                              |
| -------------- | ------------- | ------------------ | --------- | ---------------------------------------------------- |
| 1900           | 1902          | Candide Clerc      |           |                                                      |
| Septembre 1902 | Novembre 1902 | Joseph Baptaillard |           |                                                      |
| Novembre 1902  | 1904          | Albert Raimond     |           |                                                      |
| 1904           | 1908          | Joseph Baptaillard |           |                                                      |
| 1908           | 1919          | Albert Thouverex   |           |                                                      |
| 1919           | 1935          | Charles Viret      |           |                                                      |
| 1935           | 1945          | Abel Grenier       |           |                                                      |
| 1945           | 1947          | Albert Merlin      |           |                                                      |
| 1947           | 1953          | André Satonnet     |           |                                                      |
| 1953           | 1956          | Hubert Poyard      |           |                                                      |
| 1956           | 1959          | Louis Desurmont    |           |                                                      |
| 1959           | 1963          | Julien Prost       |           |                                                      |
| 1963           | 1965          | Hubert Poyard      |           |                                                      |
| 1965           | 1977          | Jean Ferrier       |           | Chef d'entreprise                                    |
| 1977           | 1983          | Hugues Baumgarten  | SE-DVG    | Technicien en construction métallique                |
| 1983           | 1996          | Roger Boudet       | RPR       | Conseiller général du canton de Beaufort (1992-1998) |
| 1996           | 2001          | Robert Vouthier    |           | Ingénieur des Arts et Métiers                        |
| mars 2001      | mars 2014     | Michel Troupel     |           |                                                      |
| mars 2014      | En cours      | Christian Bretin   | DVG       | Cadre                                                |

## Population et société

### Démographie
L'évolution du nombre d'habitants est connue à travers les recensements de la population effectués dans la commune depuis 1793. Pour les communes de moins de 10 000 habitants, une enquête de recensement portant sur toute la population est réalisée tous les cinq ans, les populations de référence des années intermédiaires étant quant à elles estimées par interpolation ou extrapolation. Pour la commune, le premier recensement exhaustif entrant dans le cadre du nouveau dispositif a été réalisé en 2006.

En 2022, la commune comptait 1 290 habitants, en évolution de −0,85 % par rapport à 2016 (Jura : −0,81 %, France hors Mayotte : +2,11 %).
| 1793  | 1800  | 1806 | 1821  | 1831  | 1836  | 1841  | 1846  | 1851  |
| ----- | ----- | ---- | ----- | ----- | ----- | ----- | ----- | ----- |
| 1 029 | 1 200 | 458  | 1 533 | 1 381 | 1 519 | 1 552 | 1 503 | 1 439 |

| 1856  | 1861  | 1866  | 1872  | 1876  | 1881  | 1886  | 1891  | 1896  |
| ----- | ----- | ----- | ----- | ----- | ----- | ----- | ----- | ----- |
| 1 308 | 1 334 | 1 405 | 1 410 | 1 423 | 1 317 | 1 232 | 1 194 | 1 072 |

| 1901  | 1906  | 1911  | 1921  | 1926  | 1931  | 1936  | 1946  | 1954  |
| ----- | ----- | ----- | ----- | ----- | ----- | ----- | ----- | ----- |
| 1 066 | 1 057 | 1 018 | 1 039 | 1 056 | 1 055 | 1 133 | 1 027 | 1 012 |

| 1962  | 1968  | 1975  | 1982  | 1990  | 1999  | 2006  | 2011  | 2016  |
| ----- | ----- | ----- | ----- | ----- | ----- | ----- | ----- | ----- |
| 1 205 | 1 310 | 1 308 | 1 381 | 1 274 | 1 297 | 1 242 | 1 237 | 1 301 |

| 2021  | 2022  | - | - | - | - | - | - | - |
| ----- | ----- | - | - | - | - | - | - | - |
| 1 293 | 1 290 | - | - | - | - | - | - | - |

### Médias
Les principaux titres de la presse écrite couvrant les actualités de la commune sont les quotidiens Le Progrès (édition de Lons et Jura Sud), diffusé à 140 000 exemplaires et dont le siège est à Lyon, et La Voix du Jura, diffusé à 8 000 exemplaires et basé à Lons-le-Saunier, ainsi que l’hebdomadaire Hebdo 39. La municipalité édite un bulletin annuel intitulé Cousance Mag.
La chaîne de télévision France 3 Franche-Comté dont le siège se trouve à Besançon couvre l'information locale de Cousance et ses environs.

## Économie
Cousance est une commune viticole du vignoble du Jura, elle se situe dans les aires géographiques de l'AOC Côtes du Jura, l'AOC Crémant du Jura, l'IGP Franche-Comté et l'AOC Macvin du Jura.
La commune est également située dans les aires géographiques de l’AOP Comté, l’AOP Morbier et l’IGP Cancoillotte.

## Culture et patrimoine

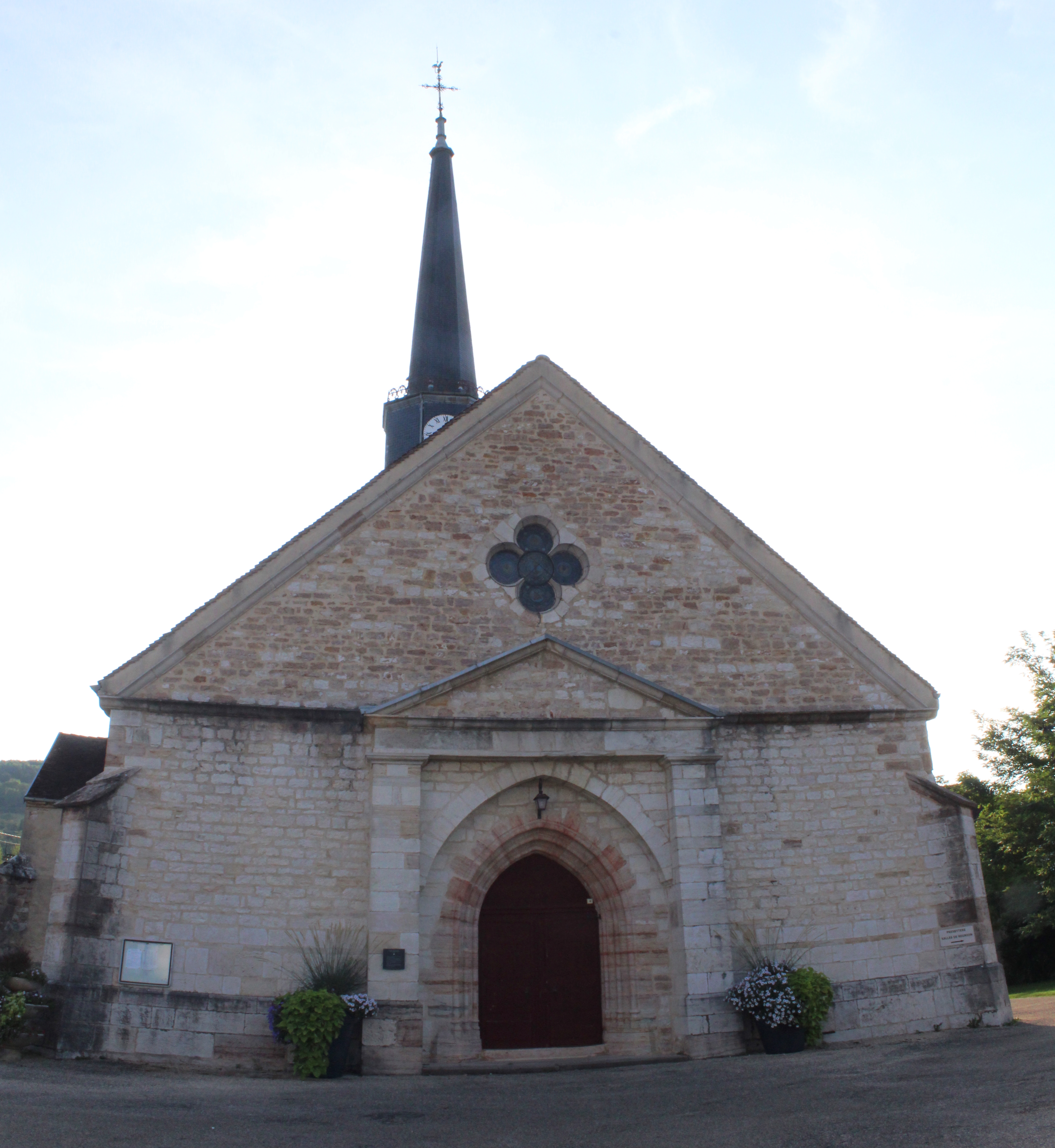
Église Saint-Julien.

### Patrimoine religieux
- Église Saint-Julien (XIIIe-XVIIe s), Rue de l'Église ;
- Chapelle Notre-Dame-des-Anges (XIXe s), Rue du Moulin ;
- Chapelle Notre-Dame-du-Chêne (XIXe s), Route de la Chapelle.

### Patrimoine civil
- Château (XVIIIe s), Grande Rue,  Inscrit MH (1992) depuis 1992[25] ;
- Moulin (XVIIIe-XIXe s), Rue du Moulin, Inscrit IGPC (1996) depuis 1996[26] ;
- Ancien moulin, puis filature et tournerie (XIXe-XXe s), sis au lieu-dit « la Culée », Inscrit IGPC (1996) depuis 1996[27] ;
- Ancienne bimbeloterie puis boissellerie (XXe s), rue de Bresse, Inscrit IGPC (1996) depuis 1996[28].
- Fontaine, place du Marché, embellie en 2016 par l'artiste Loren Venancio.

### Personnalités liées à la commune
- Louis Lautrey, né le 24 juillet 1864 à Cousance ; écrivain, traducteur, historien, il est l'auteur de la vie du capitaine La Cuson (Lacuzon) paru en 1913.
- Max Arbez, né à Cousance le 2 décembre 1901 ; Juste parmi les nations. Hôtelier-restaurateur, résistant et « passeur » qui s'est illustré durant la Seconde Guerre mondiale. Grâce à son établissement, l'hôtel L'Arbézie, situé à cheval sur la frontière franco-suisse, à La Cure (Saint-Cergue,  Suisse), il aida des centaines de Juifs et résistants à regagner tantôt la zone libre, tantôt la Suisse[29].
- Octave Cordier dit Frère Maurice (1883 - 1944), moine de l'abbaye Notre-Dame-des-Dombes, assassiné par les nazis le 19 mai 1944, est né à Cousance[30].
- Renée Villancher, née à Cousance (scolarisée à Orbagna) se marie à 19 ans avec un Russe et va s'établir en URSS à la suite de l'appel de Joseph Staline. Comme des milliers de français, elle sera ensuite bloquée là bas sans pouvoir revenir en France. Son histoire a fait l'objet du documentaire ''Une vie volée, 57 ans sans voir la France'' ainsi que de l'essai ''Renée Villancher : ma vie volée''[31],[32].

### Cinéma
En août 2015, Cousance a accueilli une équipe de tournage. La première comédie du Palmashow, un duo composé de Grégoire Ludig et David Marsais, le film La Folle Histoire de Max et Léon a fait des milliers d'entrées au cinéma avec sa sortie le 1er novembre 2016 au cinéma.

### Héraldique
| Blason de Cousance | Blason  | Deux écus ovales accolés : D’or à la croix ancrée de gueules. et, De gueules à l’aigle d’or. |
| Blason de Cousance | Détails | Le statut officiel du blason reste à déterminer.                                             |